# Làng dân tộc Hàn Quốc

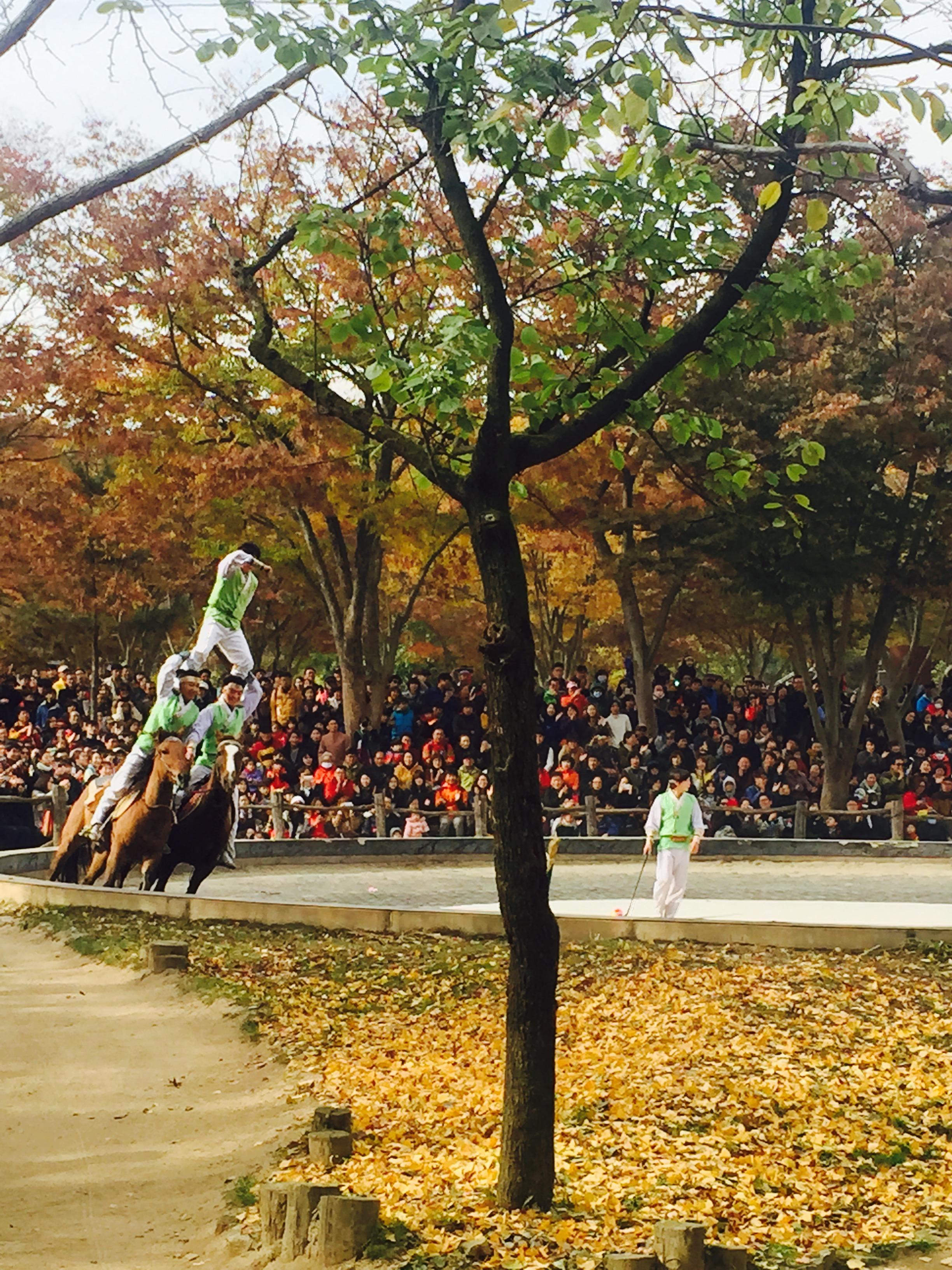
Horseback martial arts at Korean Folk Village

Làng dân tộc Hàn Quốc (한국민속촌 - Minsok village hay còn gọi Korean Folk Village) là một bảo tàng sống nằm ở thành phố Yongin, thành phố vệ tinh của khu vực đô thị Seoul, nằm ở tỉnh Gyeonggi; được mở cửa ngày 3 tháng 10 năm 1974 (khởi công năm 1973). Làng dân tộc Hàn Quốc là một điểm đến được yêu thích của cả người dân Hàn lẫn khách nước ngoài. Nơi đây còn nằm gần công viên Everland, công viên giải trí lớn nhất Hàn Quốc.
Những ngôi nhà thật từ khắp đất nước được di dời và lắp đặt lại tại đây để phục dựng một ngôi làng thời cuối Joseon. Các sự kiện như kỷ niệm giao mùa, biểu diễn truyền thống cũng được tổ chức tại đây.
Ngôi làng được dựng trên một môi trường tự nhiên rộng xấp xỉ 245 mẫu Anh (khoảng 99 ha), với trên 260 ngôi nhà truyền thống gợi nhớ đến triều đại Joseon.
Mục tiêu của làng dân tộc Hàn Quốc là để trưng bày những thành tố của đời sống và văn hóa truyền thống Triều Tiên. Nơi đây có những ngôi nhà được phục dựng thuộc nhiều tầng lớp xã hội khác nhau từ nhiều vùng miền.

## Một số hình ảnh

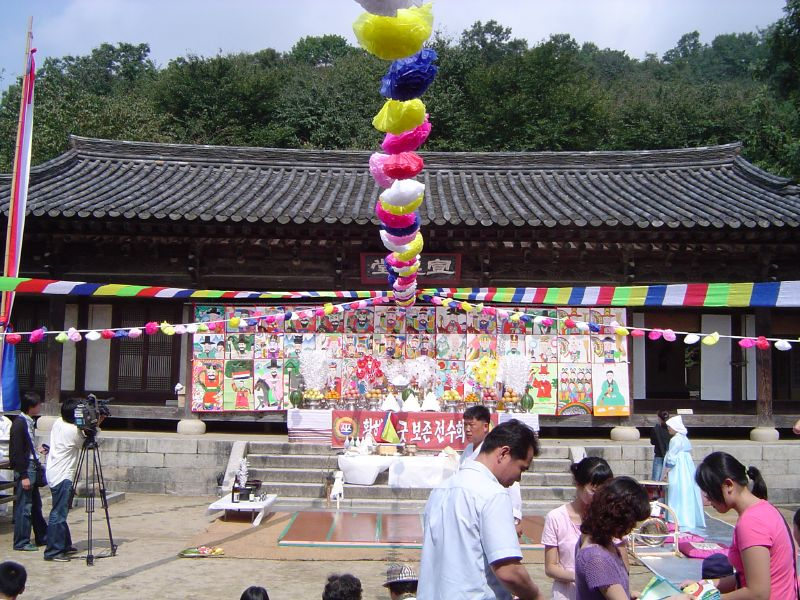
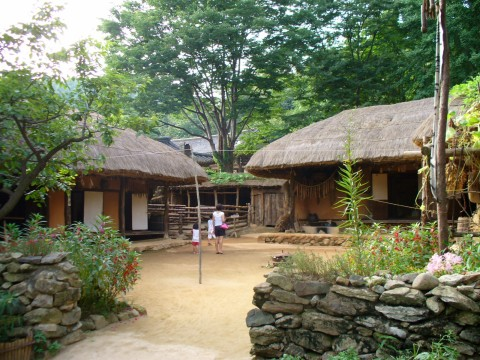
Traditional houses
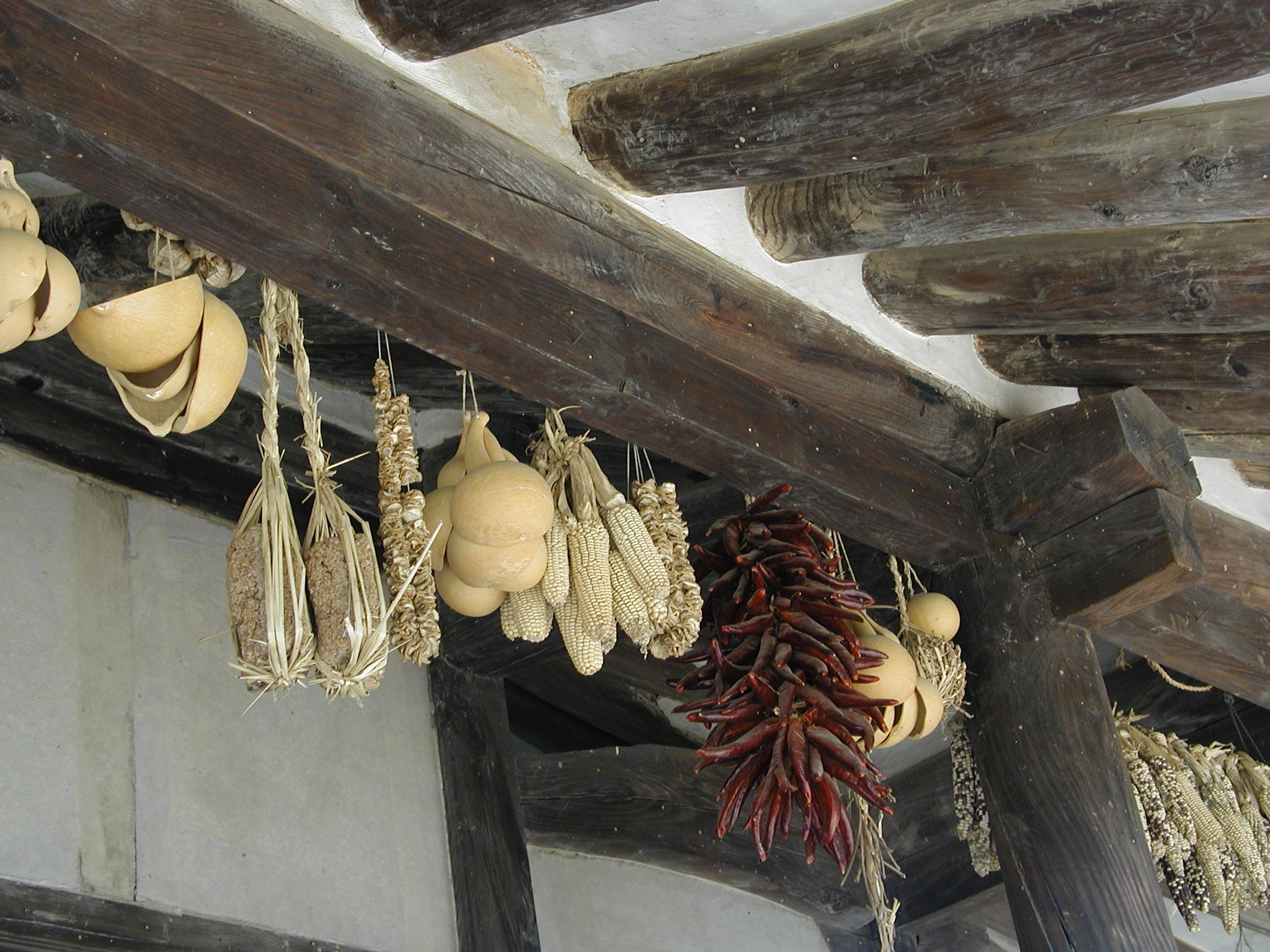
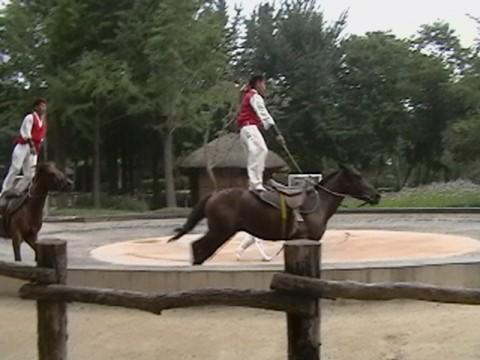
Equestrian skills displayed
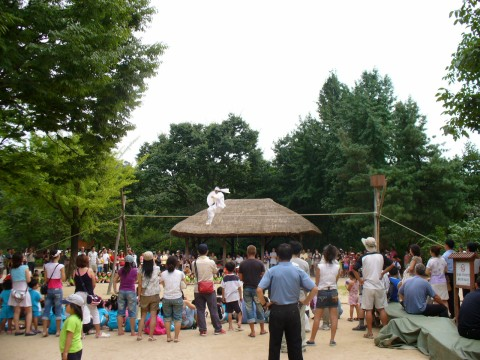
A tightrope walker
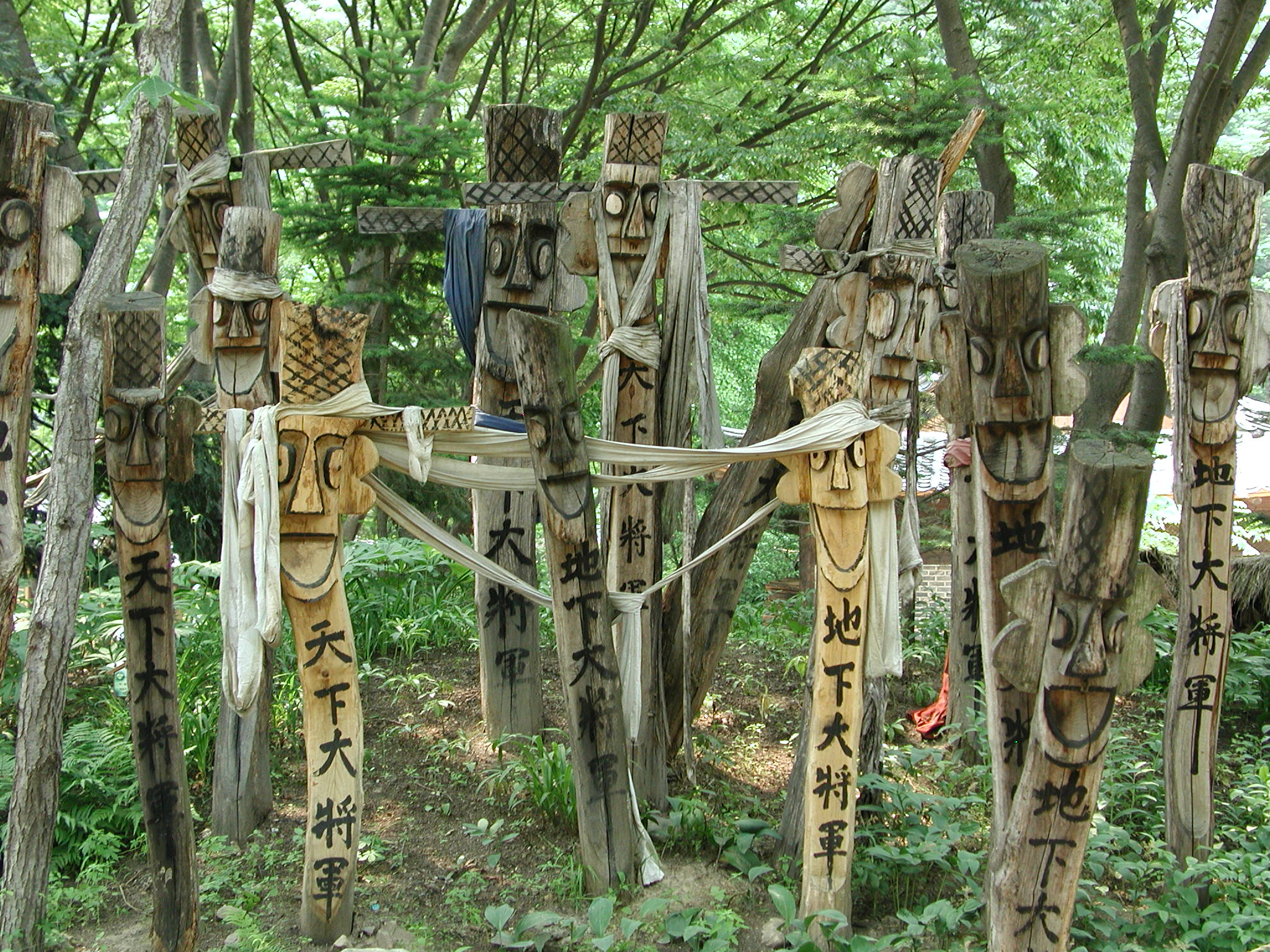
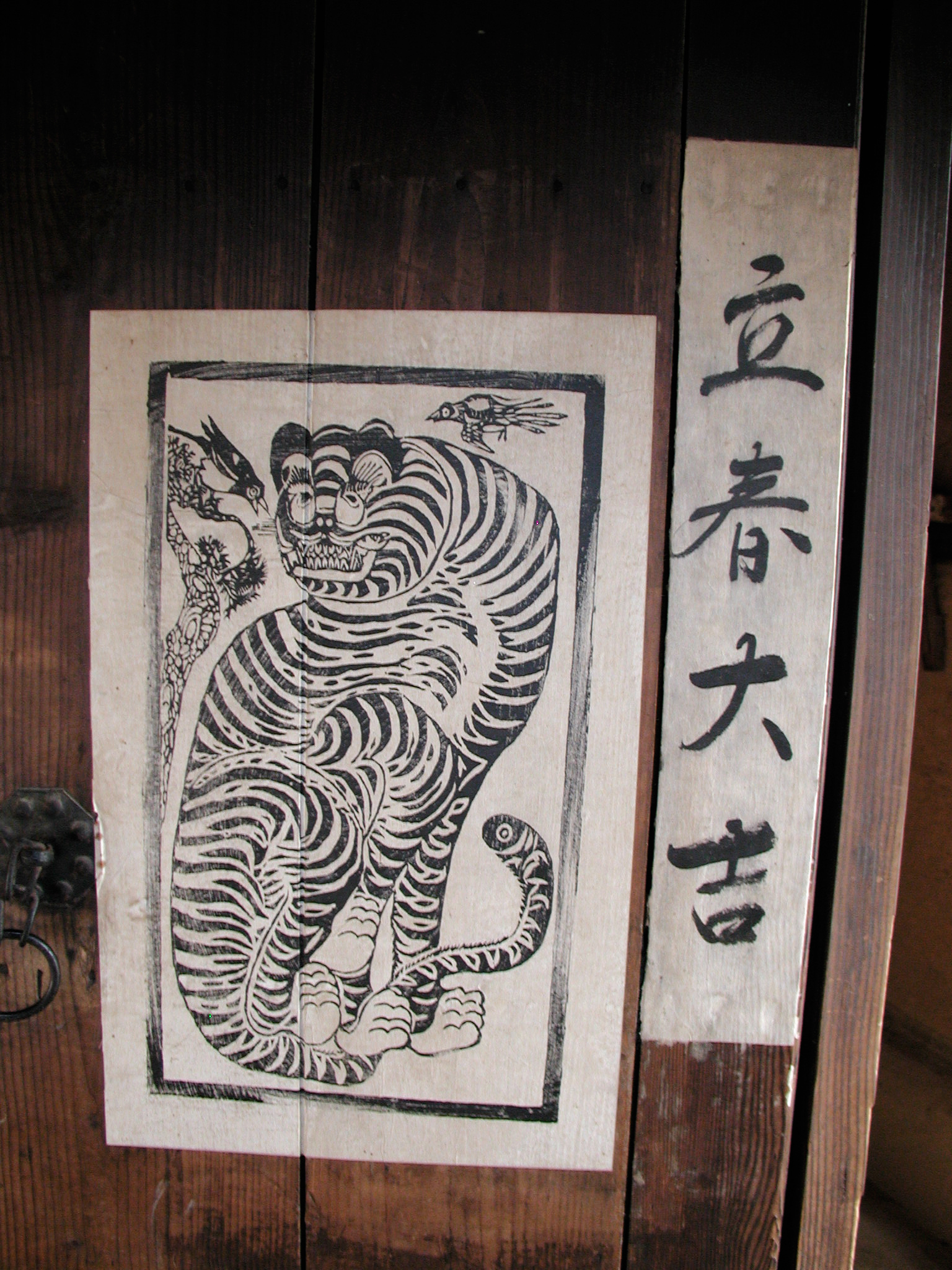
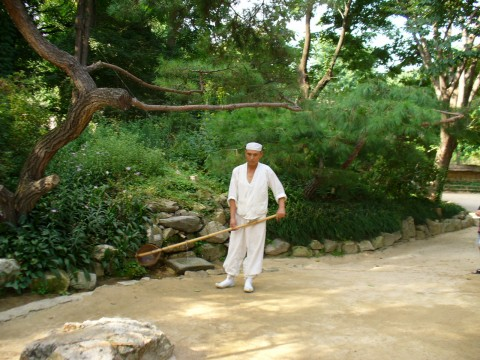
A farmer
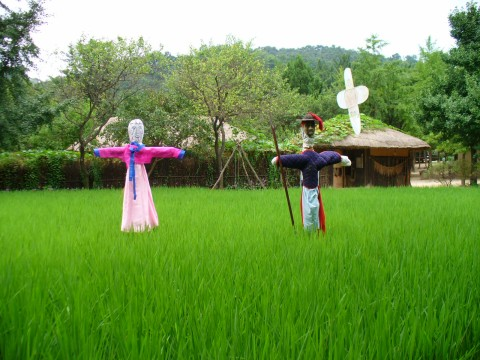
Korean scarecrow
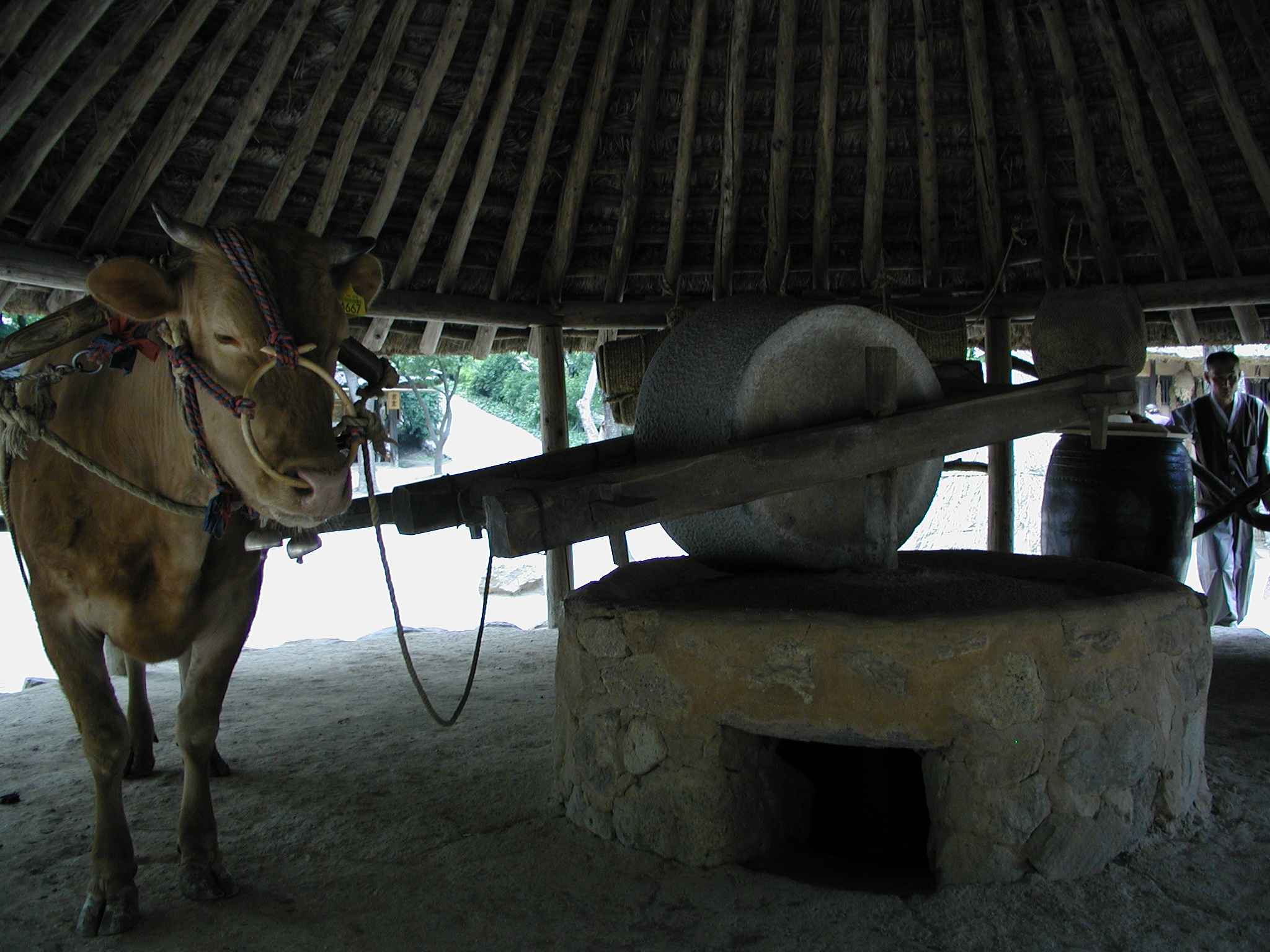
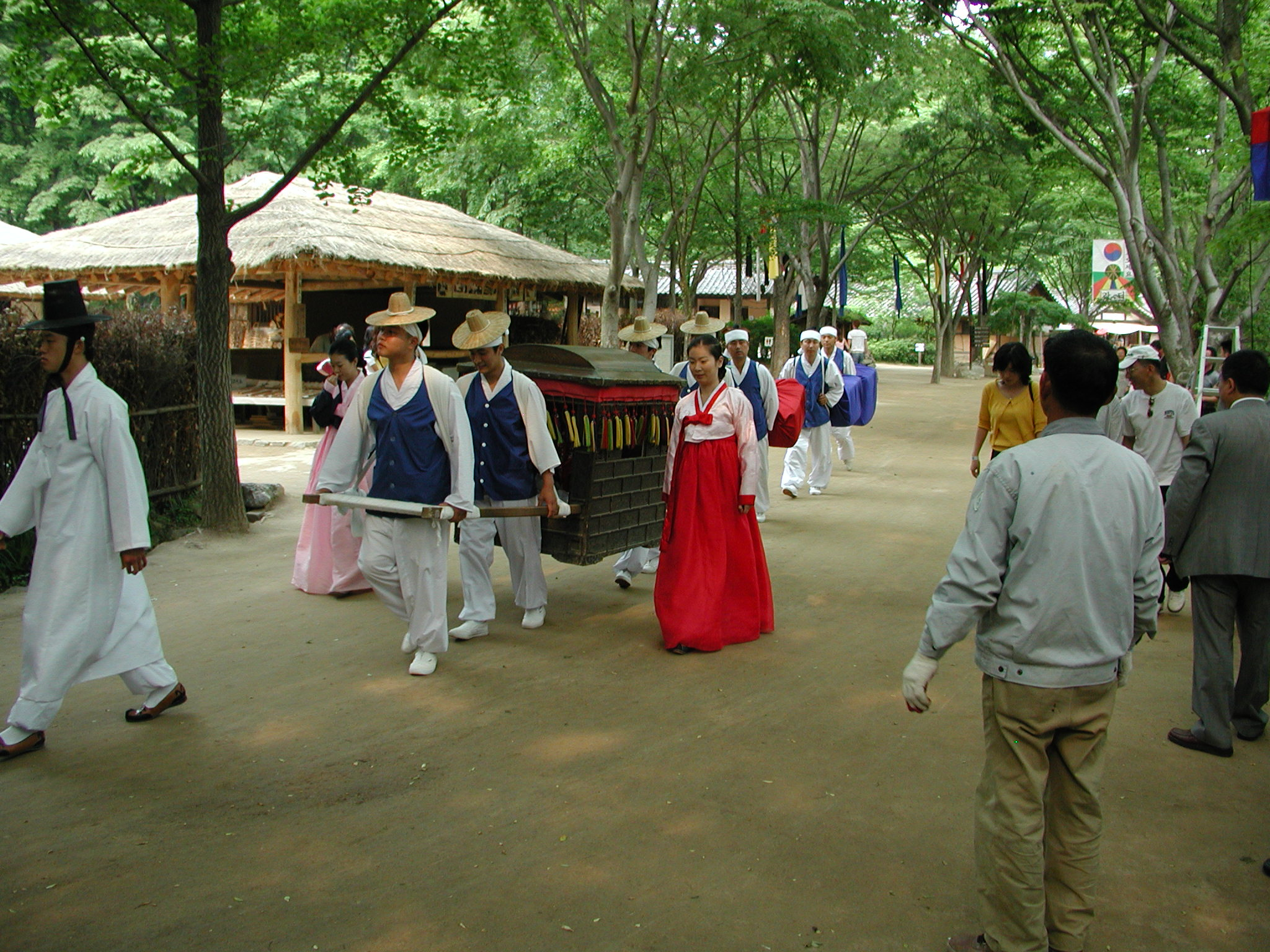
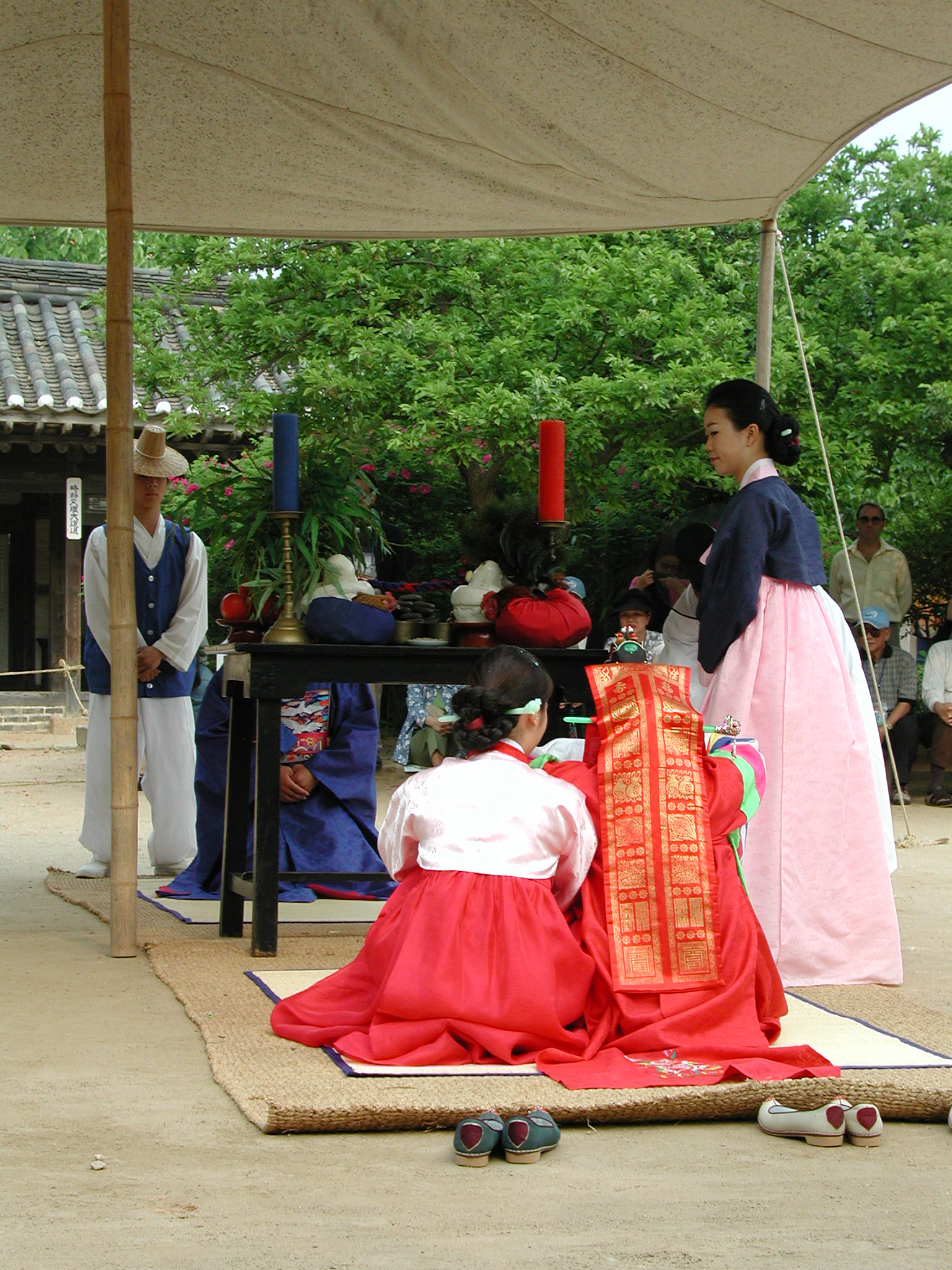
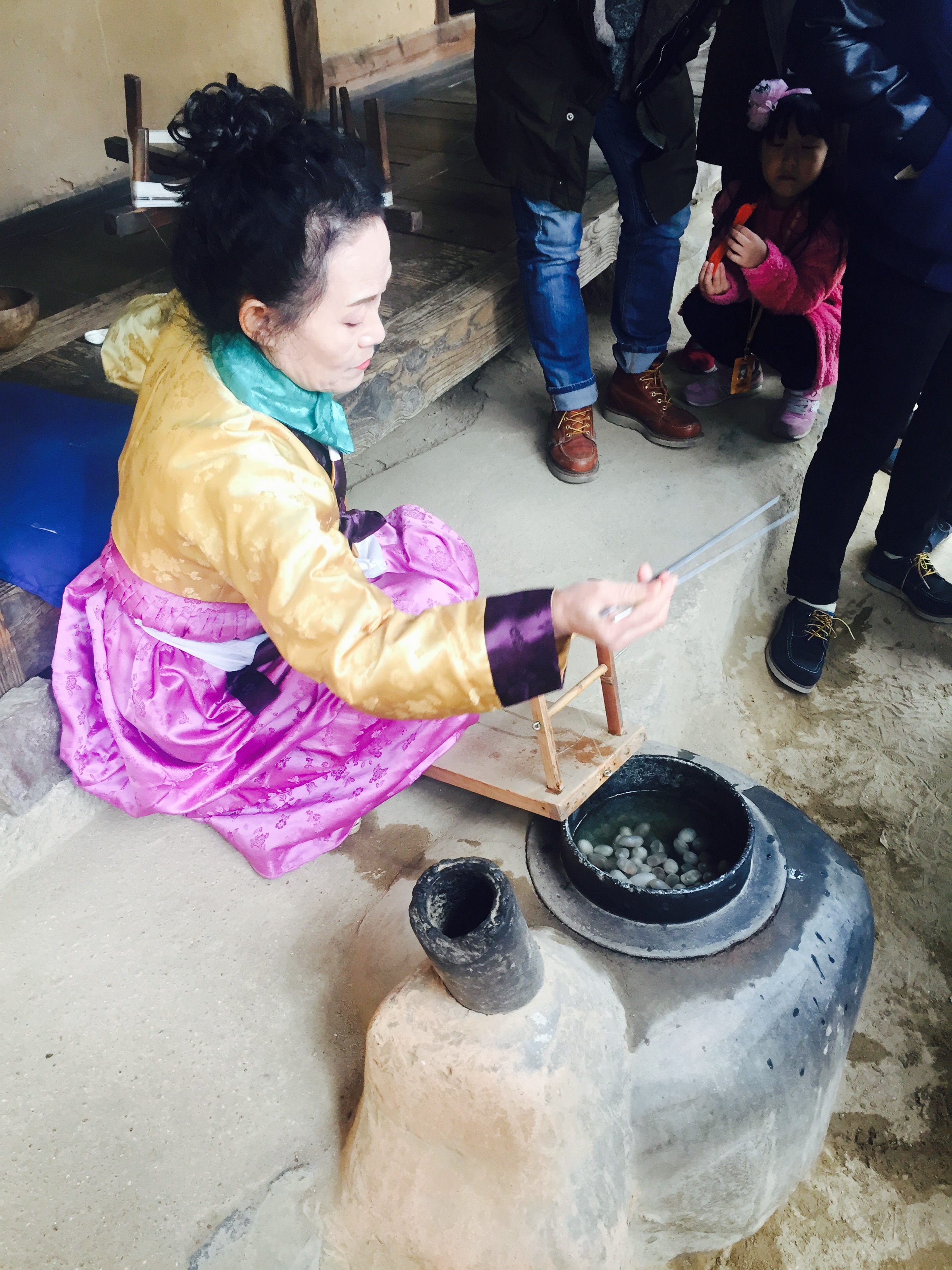
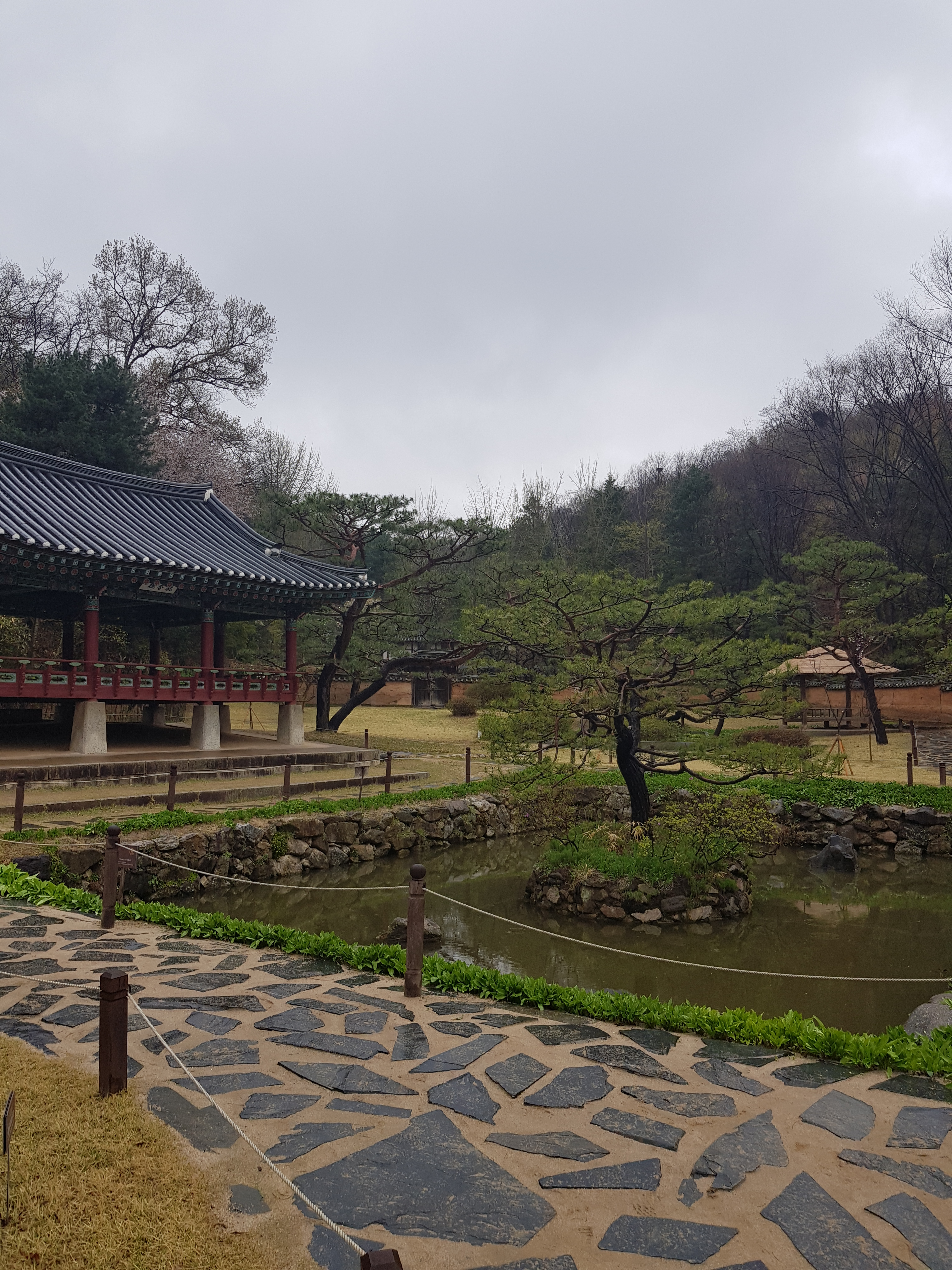